# Arkadij Batałow
Arkadij Jurijowycz Batałow, ukr. Аркадій Юрійович Баталов, ros. Аркадий Юрьевич Баталов, Arkadij Jurjewicz Batałow (ur. 9 września 1961 w Moskwie, Rosyjska FSRR) – ukraiński piłkarz pochodzenia rosyjskiego, grający na pozycji bramkarza, trener piłkarski.

## Kariera piłkarska
Wychowanek Szkoły Sportowej w Moskwie. W 1980 rozpoczął karierę piłkarską w klubie Dwina Witebsk, skąd w 1982 przeszedł do Dynamy Mińsk. W 1984 powrócił do Dwiny Witebsk. Potem bronił barw klubów Kołos Pawłohrad i Krystał Chersoń. W 1987 został piłkarzem Prykarpattia Iwano-Frankiwsk. W 1990 przeniósł się do Nywy Tarnopol. W 1991 został zaproszony do Podilla Chmielnicki, który po dwóch latach zmienił nazwę na Nord-Am-Podilla Chmielnicki. Podczas przerwy zimowej sezonu 1993/94 odszedł do Chimika Żytomierz, który potem zmienił nazwę na Polissia Żytomierz. Latem 2000 powrócił do Podilla Chmielnicki, w którym zakończył karierę piłkarza w roku 2002.

## Kariera trenerska
Po zakończeniu kariery piłkarza rozpoczął pracę szkoleniowca. Od początku 2003 do maja 2004 prowadził Podilla Chmielnicki. Potem pomagał trenować MFK Mikołajów. W sezonie 2005/06 trenował najpierw Sokił Brzeżany, a potem MFK Żytomierz. Potem pracował w Szkole Piłkarskiej w Chmielnickim. W końcu września 2016 ponownie stał na czele Podilla Chmielnicki, którym kierował do 30 lipca 2017.